# 村上航 (野球)
村上 航（むらかみ わたる、2000年11月1日 - ）は、北海道札幌市出身の元プロ野球選手（投手）。右投右打。

## 経歴
札幌市立本通小学校3年時に軟式野球を始めた。札幌市立柏丘中学校時代には軟式野球部に所属し2年時には全国大会に出場した。
北海道札幌白石高等学校では1年夏よりベンチ入りした。3年夏の県大会地区予選をキャプテン兼エースとして全4試合完投（完封2試合）の好投を見せ南北海道大会では1回戦で駒澤大学附属苫小牧高等学校と当たり3失点完投とゲームを作るが敗北した。
北海学園大学では北海道地区大学準硬式野球連盟2部に所属していた準硬式野球部に入部した。1年時の全国大会で親交を深めた福岡大学・準硬式野球部の大曲錬が、のちに2020年度のNPBドラフト会議で埼玉西武ライオンズに5位指名を受け、「準硬式出身では、自分が次に続く」と強い決意を持って練習に取り組み、3年生春より社会人チームであるウイン北広島で大学に在学しながら硬式に再挑戦した。全日本クラブ選手権にも登板し1回を無失点に抑えた。大学4年時の3月には、米国を拠点にメジャー傘下の球団や海外のプロ球団と試合を行うトライアウトプログラムのアジアンブリーズに参加し、5月から8月まではカナダで米国の大学生らが参加するサマーリーグ (Western Canadian Baseball League) に参加した。
2022年11月にベースボール・チャレンジ・リーグ（ルートインBCリーグ）のドラフトで茨城アストロプラネッツに指名を受け、入団した。
2023年シーズン当初は制球が定まらず、練習生に2度降格する苦難を味わう。監督の伊藤悠一、投手コーチの巽真悟との面談の末、6月よりサイドハンドに転向すると球速が上がり、変化球も冴え、安定感が増した。シーズン通しての成績は13試合に登板して1勝1敗、防御率6.17だが、8月の復帰以降は10試合の登板で失点した試合は1試合のみだった。リーグ戦終了後、巨人三軍との交流戦に出場するBCリーグ選抜チームに選ばれ、試合では最速149 km/hを記録し、1回を無失点に抑えた（2奪三振）。また、その後みやざきフェニックス・リーグに参加するIPBL選抜チーム（前半）にも選ばれている。
2024年よりウエスタン・リーグに参戦するくふうハヤテベンチャーズ静岡（当時球団名未決定）のトライアウトを受験し、2023年12月7日に入団が発表された。背番号は茨城時代と同じ14。
公式戦では16試合に登板し、0勝1敗、防御率11.25の成績だった。10月31日、契約満了による退団が発表された。村上は自身のInstagramを更新し、NPB挑戦に区切りをつけることとし、今後については未定としながらも「野球で積み上げてきた経験を活かして、今後も励んでいきたいと思います」と延べ、地元北海道に帰郷した。

## 選手としての特徴
躍動感のある、スリークォーター気味のサイドスロー右腕。平均145km/h、最速151km/hの直球と打者の手元で鋭く大きく変化するスライダーを武器とする。

## 詳細情報

### 独立リーグでの投手成績
※出典は一球速報.com。
| 年 度     | 球 団     | 登 板 | 先 発 | 完 投 | 完 封 | 無 四 球 | 勝 利 | 敗 戦 | セ 丨 ブ | ホ 丨 ル ド | 勝 率 | 打 者 | 投 球 回 | 被 安 打 | 被 本 塁 打 | 与 四 球 | 敬 遠 | 与 死 球 | 奪 三 振 | 暴 投 | ボ 丨 ク | 失 点 | 自 責 点 | 防 御 率 | W H I P |
| --------- | --------- | ----- | ----- | ----- | ----- | -------- | ----- | ----- | -------- | ----------- | ----- | ----- | -------- | -------- | ----------- | -------- | ----- | -------- | -------- | ----- | -------- | ----- | -------- | -------- | ------- |
| 2023      | 茨城      | 13    | 0     | 0     | 0     | 0        | 1     | 1     | 0        | 0           | .500  | 238   | 11.2     | 9        | 0           | 10       | -     | 3        | 17       | 4     | 0        | 9     | 8        | 6.17     | 1.63    |
| 通算：1年 | 通算：1年 | 13    | 0     | 0     | 0     | 0        | 1     | 1     | 0        | 0           | .500  | 238   | 11.2     | 9        | 0           | 10       | -     | 3        | 17       | 4     | 0        | 9     | 8        | 6.17     | 1.63    |

### 背番号
- 14 （2023年 - 2024年）